# Plosief
Een plosief, occlusief of plofklank is een medeklinker die gekenmerkt wordt door een aanmerkelijke omvang van luchtstroomblokkering. De plosieven behoren tot de ruimere klankgroep van de obstruenten en stopklanken.

## Vorming: eerste twee stadia
Spraakklanken worden gevormd doordat de lucht middels de mond- of neusholte het lichaam verlaat. De vorm van de holten bepaalt de trilling van de uitgestoten lucht en daarmee de vorm van de spraakklank. 
Bij de uitspraak van een plosief wordt in de spraakorganen eerst een volledige obstructie/occlusie (blokkering) gevormd. Tegen deze hindernis, die een afsluiting van de keel- of mondholte vormt, wordt vervolgens lucht samengeperst. De luchtstroom vanuit de longen wordt dus geheel of gedeeltelijk tegengehouden. Deze blokkering is het wezenlijke kenmerk dat de uitspraak van klinkers van die van medeklinkers onderscheidt. 
Bij de articulatie van plosieven is sprake van een volledige blokkering. Bij andere obstruenten zoals fricatieven is slechts sprake van een gedeeltelijke blokkering, ofwel een vernauwing van het spraakkanaal waar nog enige lucht langs stroomt. Bij klinkers is er helemaal geen blokkering en is het spraakkanaal volledig geopend, waardoor alle lucht vanuit de longen naar buiten stroomt. 

## Derde stadium: explosie of implosie
In vele talen wordt de onder druk gezette lucht vervolgens plotseling „losgelaten”. Dit resulteert in een „explosie” van naar buiten gestuwde lucht. Er zijn echter ook talen, zoals het Indonesisch, waarin deze ontploffing niet plaatsvindt: de afsluiting blijft gehandhaafd, en de druk verdwijnt naar binnen in het lichaam. Dit gaat niet met grote kracht gepaard, maar wordt desondanks soms "implosie" genoemd.
Hetzelfde geldt voor de Surinaamse of Surinaams-Nederlandse tjoerie.
Samengevat bestaat de vorming van een plosief derhalve uit drie fasen:
1. aanmaken van obstructie, ergens in het spraakkanaal (naderingsfase);
2. samenpersen van lucht tegen deze obstructie (samendrukfase);
3. hetzij abrupt loslaten van de obstructie (loslatingsfase), hetzij handhaven van de obstructie met navenant drukverlies (implosie).

## Aspiratie
In veel talen, zoals in het Engels en het Duits, is er overigens na de stemloze plosieven /p/, /t/, /k/ in sommige gevallen aspiratie (aanblazing) mogelijk: een zwak /h/-geluid volgt dan de plosief op, als die de eerste spraakklank van de (beklemtoonde) lettergreep vormt. In de Nederlandse standaarduitspraak kennen we geen aspiratie.

## Affricaten
Bij plosieven, zoals de Engelse en Nederlandse, waarbij explosie optreedt, moet het loslaten van de lucht noodzakelijkerwijze abrupt gebeuren. Zou dit geleidelijk geschieden, dan wordt namelijk geen plosief uitgesproken, maar een affricaat. Affricaten komen in het Nederlands nauwelijks voor; men komt ze wel tegen in tussenwerpsels zoals „Tssjjjj!” Verder komen ze voor in leenwoorden als "pfeiffer", "tsaar", "pizza" en "inchecken". In het Engels treft men ze juist veelvuldig aan.
De eerste twee stadia van een affricaat zijn precies gelijk aan die van een plosief; het derde stadium verschilt dus: bij een plosief is er een abrupte explosie, bij een affricaat echter is er een geleidelijke loslating. Aldus komen in het Engels de verschillen tot stand tussen top en chop: de /t/ is een plosief, de /tʃ/ (geschreven als ⟨tsj⟩ in het Nederlands) een affricaat. Evenzo worden de verschillen gearticuleerd tussen de Engelse woorden dam en jam: de /d/ is een plosief, de /dʒ/ (geschreven als ⟨dj/dzj⟩ in het Nederlands) een affricaat.

## Plosieven in het Nederlands
In het Nederlands komen de volgende plosieven voor:
- de bilabialen /p/ en /b/ (pak, bak);
- de alveolairen /t/ en /d/ (tak, dak);
- de velaren /k/ en /g/ (kat; de /g/ komt afgezien van assimilatie in zakdoek nagenoeg slechts in leenwoorden voor, zoals De Gaulle, guerrilla en nasi goreng. Vaak wordt deze klank vernederlandst tot een fricatief ofwel wrijfklank).

Daarnaast bestaat er nog de glottisslag, die ter hoogte van de stemspleet (glottis) wordt gevormd. Deze stopklank komt in het AN soms en uitsluitend voor in constructies als 'beademen'. De dialecten van de regio's Groningen, Drenthe, Twente en de Achterhoek, onderscheiden zich door de glottisslag toe te passen bij het vervoegen van werkwoorden. Ook in Engelse dialecten wordt deze klank aangetroffen. Zo kennen we in het West-Vlaams een glottisslag in ba'n („bakken”), en het Engelse Cockney heeft bo'l ("bottle"). Vele niet-westerse talen kennen ook de glottisslag, die in een groot aantal Afrikaanse talen voorkomt, maar ook in de talen van Indonesië. 
Deze pagina bevat fonetische informatie in het IPA, die in sommige browsers mogelijk niet correct wordt weergegeven.
Waar symbolen in paren voorkomen, vertegenwoordigt het rechter teken een stemhebbende medeklinker. Gearceerde gebieden bevatten medeklinkers die worden beschouwd als onuitspreekbaar.
Zie ook: IPA, Klinkers